# Haute Couture

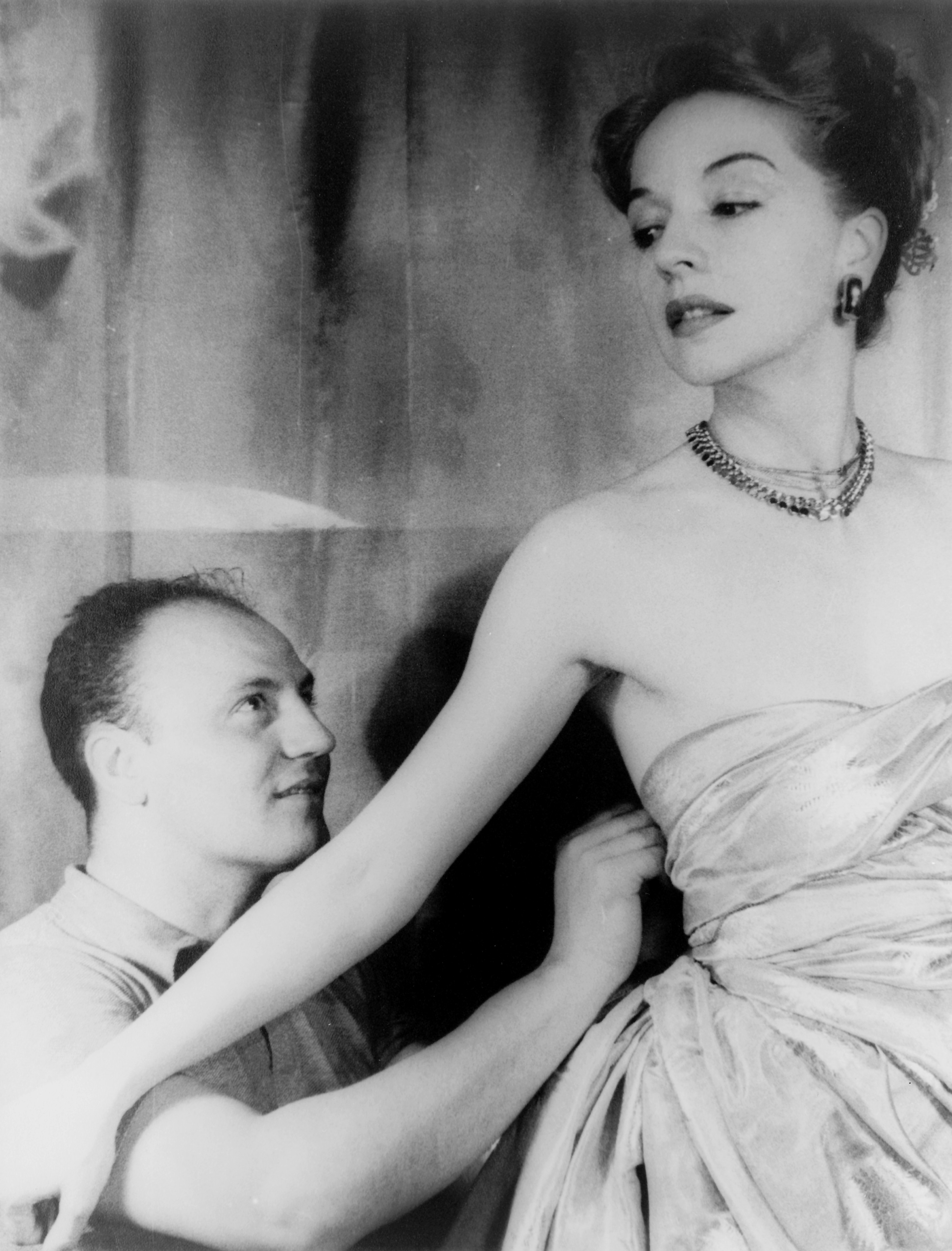
Pierre Balmain passt Ruth Ford ein Haute-Couture-Kleid an (Fotografie von Carl van Vechten, 1947)

Als Haute Couture (IPA: [otkuˈtyːʁ], anhörenⓘ; französisch für ‚gehobene Schneiderei‘) werden – im Gegensatz zur spätestens in den 1950er-Jahren etablierten Prêt-à-porter-Mode – die aus luxuriösen Materialien in Handarbeit individuell maßgeschneiderten Modekreationen renommierter Modehäuser im obersten Preissegment bezeichnet.
Im engeren Sinne ist damit die Damenmode der wenigen Modehäuser gemeint, die vom Pariser Modeverband Fédération de la Haute Couture et de la Mode unter Einhaltung bestimmter Kriterien offiziell berechtigt wurden, ihre aufwändigen Kreationen als Haute Couture zu bezeichnen. Der Begriff Haute Couture ist in Frankreich geschützt. Im weiteren Sinne wird damit jede Art von gehobener Schneiderkunst bezeichnet. 
Der Begriff Alta Moda in Italien dagegen ist nicht geschützt. Dolce & Gabbana präsentierte 2021 seine Alta Moda-Modelle in Venedig.
Für die gehobene Herren-Maßschneiderei (englisch fine tailoring) ist die Londoner Savile Row international bekannt.

## Geschichte und Bedeutung
Als Begründer der Haute Couture gilt der Engländer Charles Frederick Worth, der in Paris 1857/58 das erste große Modehaus gründete. Seine extrem teuren Modelle, die Worth erstmals von einem Mannequin vorstellen ließ, waren einer sehr begüterten Kundschaft vorbehalten. Worth kleidete unter anderem Kaiserin Eugénie, Königin Victoria, die Fürstin Pauline von Metternich und die Kaiserin Elisabeth von Österreich ein. Charles Worth, zu dessen Assistenten beispielsweise der Modeschöpfer Paul Poiret gehörte, übte großen Einfluss auf das Schaffen späterer Modeschöpfer aus. Maßgeblichen Einfluss auf die Haute Couture des 20. Jahrhunderts hatten französische Modeschöpfer wie Coco Chanel, Yves Saint Laurent und Christian Dior. Sie machten Paris zum internationalen Zentrum der luxuriösen Damenmode.

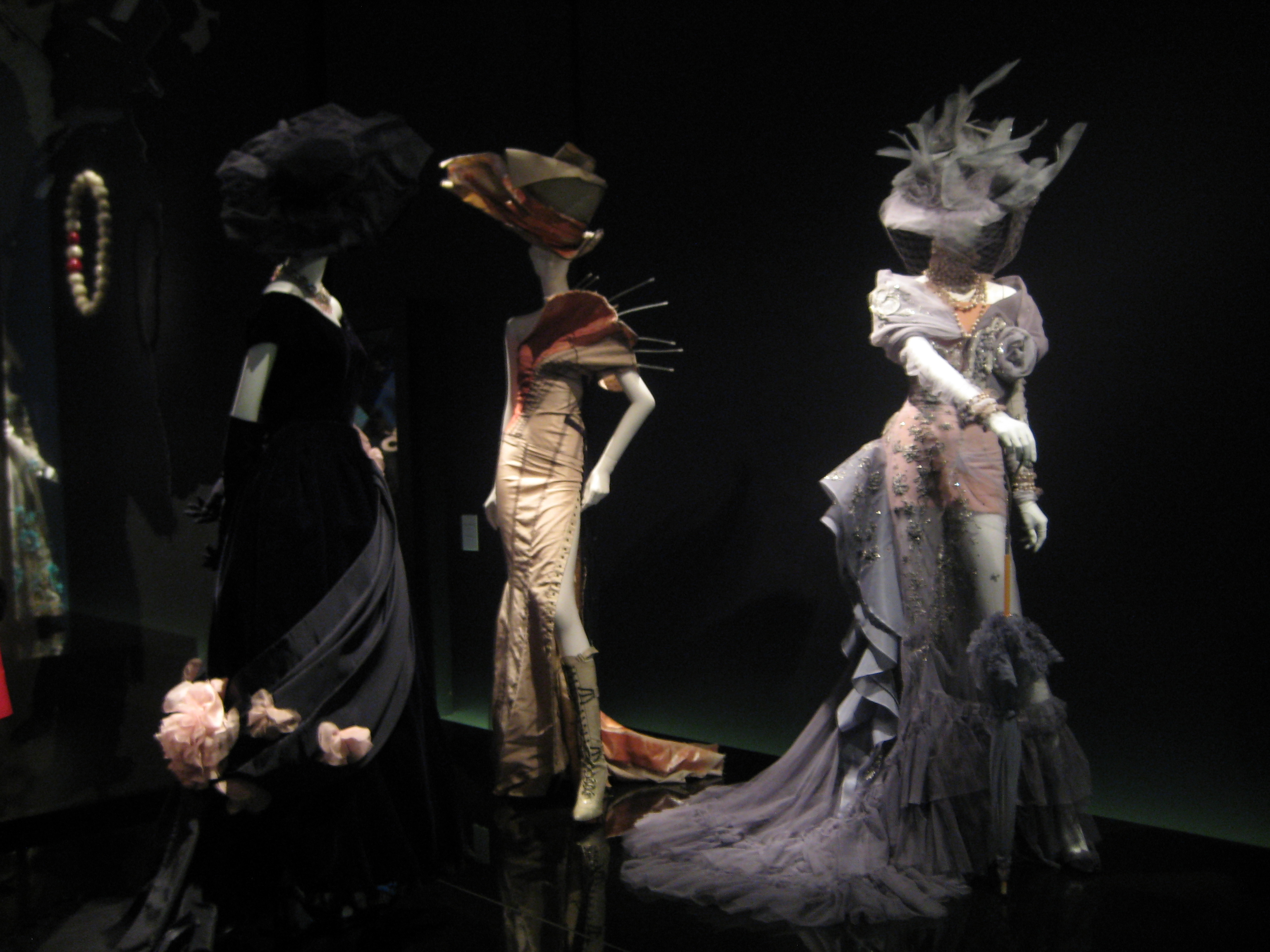
Haute-Couture-Modelle von Dior im Moskauer Puschkin-Museum (2011)

Bereits im Jahr 1868 organisierte sich die französische Haute Couture in Paris zur weltweiten Vertretung der Interessen des Schneiderhandwerks in einem Verband, der Chambre Syndicale de la Couture Française, aus welchem 1911 die Chambre Syndicale de la Couture Parisienne wurde. Die Chambre eröffnete 1927 eine exklusive Modeschule namens École de la chambre syndicale de la couture parisienne, welche bis heute besteht. 1973 wurde die Dachorganisation Fédération Française de la Couture, du Prêt-à-porter des Couturiers et des Créateurs de Mode gegründet, in der sich seither die Interessenvertreter der Chambre Syndicale de la Haute Couture (Haute-Couture-Mode, seit 1868), der Chambre Syndicale du Prêt-à-porter des Couturiers et des Créateurs de Mode (Prêt-à-porter-Mode für Damen, seit 1973) und der Chambre Syndicale de la Mode Masculine (Prêt-à-porter-Mode für Herren, seit 1973) vereinen. Im Juni 2017 benannte sich der Dachverband um in Fédération de la Haute Couture et de la Mode.

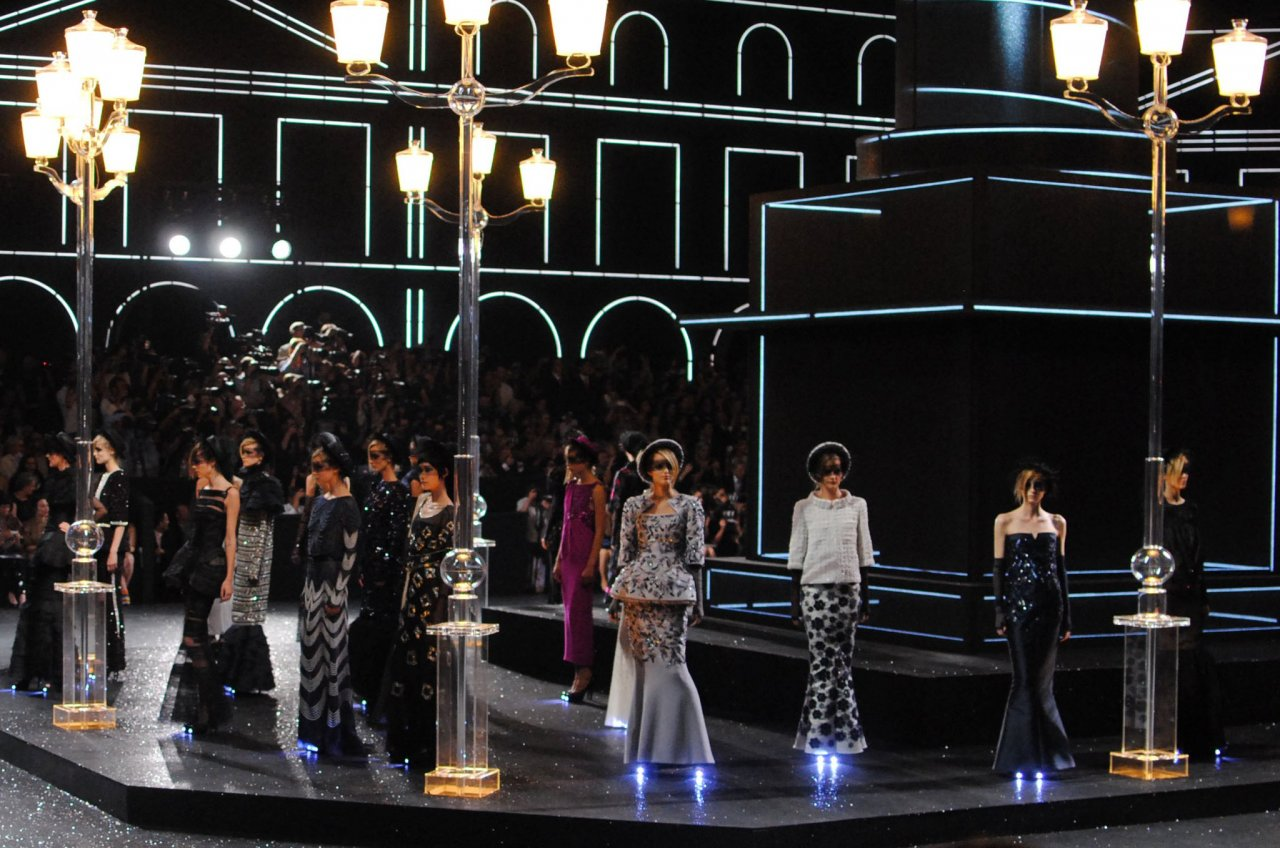
Modelle der Chanel-Haute-Couture-Kollektion Herbst/Winter 2011/12

Die gesamte internationale Modebranche orientiert sich an den handgefertigten, mitunter imposanten Schöpfungen der Haute Couture, welche während der zweimal jährlich stattfindenden Haute-Couture-Modeschauen in Paris präsentiert werden und von höchster handwerklicher Schneiderkunst zeugen. Heutzutage besteht – neben der Stärkung von Prestige und Image der Marke – die hauptsächliche Funktion von Haute-Couture-Mode darin, durch Aufmerksamkeit in den internationalen Medien für weniger preisintensive und damit umsatzstärkere Konfektionsbekleidung, Kosmetikartikel und Accessoires des jeweiligen Modehauses zu werben. Anders als früher werden Haute-Couture-Modelle mit Preisen von bis zu hunderttausend Euro pro Kleid nur noch von einem kleinen Kreis betuchter Kundinnen weltweit gekauft und oftmals eher als Kunstwerke betrachtet bzw. in Ausstellungen und Museen gezeigt.
Die Modehäuser, welche sich eine kostspielige Haute-Couture-Sparte leisten, werden weniger. Nach Ende des Zweiten Weltkrieges waren über 100 Modehäuser Vollmitglieder der Chambre Syndicale de la Haute Couture. Anfang der 1990er waren es noch über 20, im Jahr 2011 gerade noch 15. Bedeutende ehemalige Mitglieder sind bspw. Jeanne Lanvin, Guy Laroche, Madame Grès, Jean Patou, Nina Ricci, Louis Féraud, Paco Rabanne, Thierry Mugler. Die japanische Designerin Mori Hanae, deren Unternehmen in Paris saß (2004 geschlossen), war von 1977 an die erste Japanerin, die sich Grand Couturier (dt. „Großer Schneider“) nennen durfte und Haute-Couture-Mode zeigte.

## Haute-Couture-Kriterien

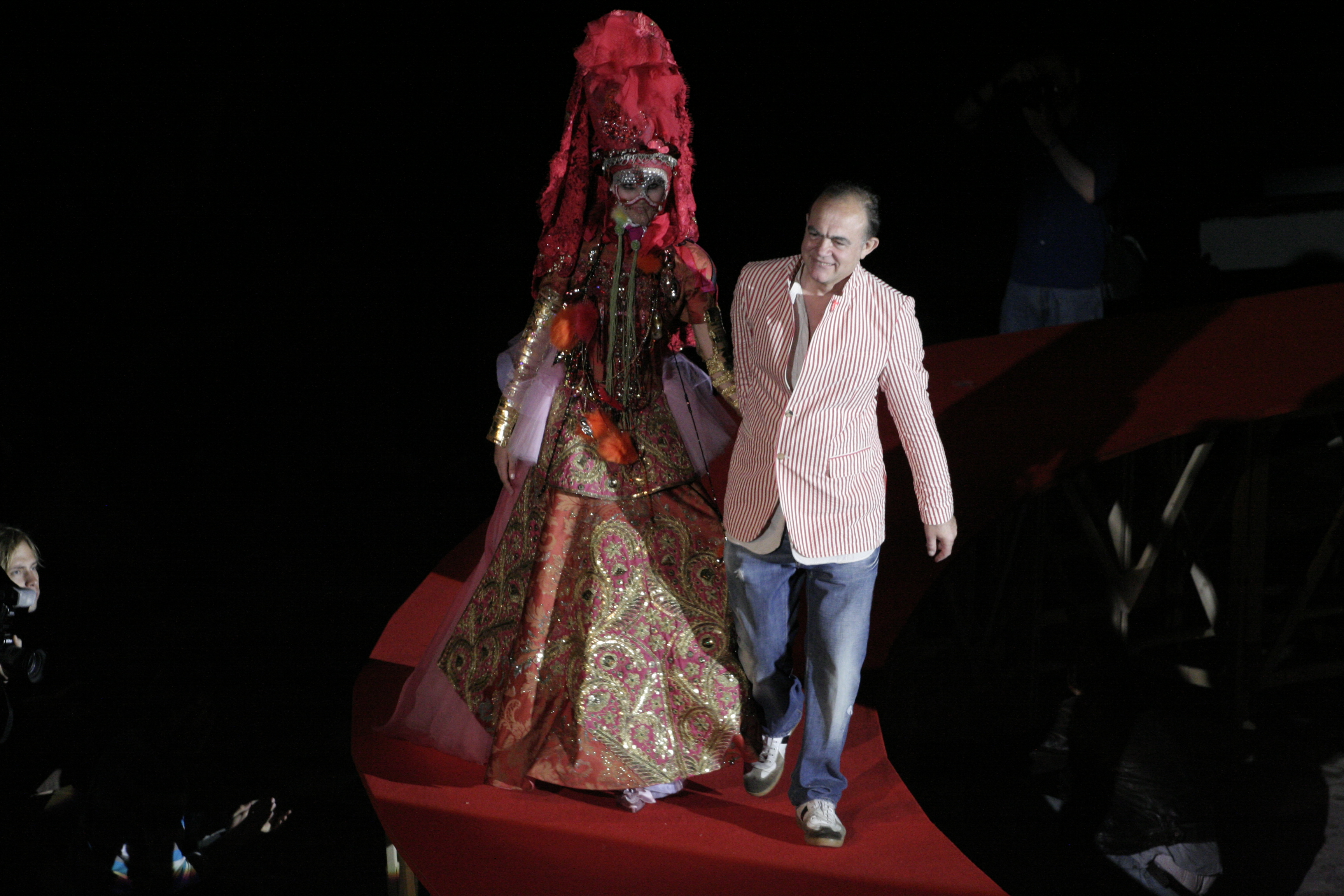
Haute-Couture-Modell der Saison Herbst/Winter 2002/03 von Christian Lacroix in einer Retrospektive (2008)

Der Begriff Haute Couture ist in Frankreich juristisch geschützt. Jede Saison müssen sich die Modehäuser erneut um eine Vollmitgliedschaft bei der Fédération de la Haute Couture et de la Mode bewerben, womit das Recht einhergeht, den Begriff ‚Haute Couture‘ für die eigenen Kreationen zu führen, das eigene Unternehmen ‚Maison de Couture‘ und den Modeschöpfer ‚Grand Couturier‘ zu nennen. Andere Hersteller dürfen ihre Mode nicht als Haute Couture bezeichnen. Nichtmitglieder können nur auf Empfehlung von Mitgliedern aufgenommen werden. Seit 1945 gelten hierfür strenge Kriterien für die Modehäuser (1997 etwas gelockert): die jeweiligen Unternehmen müssen ein Maß-Atelier mit mindestens 20 (ehemals 25) Vollzeit-Angestellten betreiben, den Hauptsitz des Unternehmens in Paris führen und mindestens 35 (ehemals 50) verschiedene, von Hand gearbeitete, von einem Modeschöpfer kreierte Modelle für Tages- und Abendmode, welche alle Unikate sind, während der saisonalen Haute-Couture-Modenschauen in Paris der Presse präsentieren. Diese Voraussetzungen werden jede Saison neu überprüft. Allerdings kann die Fédération bei Nichterfüllung eines Kriteriums auch Ausnahmen genehmigen. Nicht alle Unternehmen, welche die genannten Kriterien ohne Schwierigkeiten erfüllen könnten (bspw. Louis Vuitton oder Hermès), betreiben eine eigene Haute-Couture-Sparte. Auch kam es ab den 2000er Jahren verstärkt vor, dass anerkannte Haute-Couture-Häuser, zumeist aus Kostengründen, an den Haute-Couture-Schauen nicht teilnahmen (bspw. Balmain, Jean Louis Scherrer), lediglich Prêt-à-porter-Mode zeigten (bspw. Ungaro ab 2004) bzw. einige Saisons aussetzten (bspw. Givenchy, Lacroix).
Seit 1997 werden neben den Vollmitgliedern jede Saison weitere Mitglieder von der Fédération als Gäste eingeladen (membres invités), welche ihre Mode zwar nicht mit dem Ausdruck ‚Haute Couture‘, jedoch mit dem Begriff ‚Couture‘ schmücken dürfen. Zahlreiche von ihnen, wie einst Jean-Paul Gaultier, Anne Valerie Hash, Adeline André, Elie Saab oder Franck Sorbier, wurden in der Vergangenheit nach mehreren Saisons als Gast schließlich zu Vollmitgliedern ernannt.
Darüber hinaus wurde 2001 der Status membre correspondant (korrespondierendes Mitglied) eingeführt. Dieser kann an etablierte Modeunternehmen vergeben werden, die ihren Sitz nicht unbedingt in Paris haben müssen, aber eine tragende Rolle in der Pariser Modewelt spielen. Diese Mitglieder haben den gleichen Status wie andere Vollmitglieder, auch ihnen ist es damit erlaubt, ihre Mode als ‚Haute Couture‘ zu bezeichnen. Valentino stellte als Absolvent der Ecole de la Chambre Syndicale de la Couture Parisienne bereits ab 1962 Haute-Couture-Mode her. Das italienische Haus Versace war Mitte der 2000er Jahre mit der Atelier-Versace-Modelinie korrespondierendes Mitglied. Versace zog sich 2004 von den offiziellen Haute-Couture-Schauen zurück, behielt die Couture-Kollektion Atelier Versace allerdings bei und kehrte damit Anfang 2012 auf Einladung der Chambre Syndicale zu den Pariser Schauen zurück. Auch das Unternehmen Maison Martin Margiela, dessen Gründer Martin Margiela bereits ab 1989 handgefertigte Damenmode hergestellt hatte, war ab 2006 korrespondierendes Mitglied und erhielt Ende 2012 als Unternehmen mit Sitz in Paris die Vollmitgliedschaft im Haute-Couture-Verband.
Ab der Saison Frühjahr/Sommer 2009 wurde neben der Haute-Couture-Mode eine weitere Kategorie etabliert, die Haute Couture Accessoires, die jedoch einige Jahre später wieder eingestellt wurde. Ab Frühjahr/Sommer 2010 kam die Kategorie Haute Joaillerie für Schmuckhersteller der Luxusklasse dazu.

## Anerkannte Maisons de Couture
Notizen:
| Jahr | Frühjahr/Sommer-Kollektion | Herbst/Winter-Kollektion |
| ---- | --- | --- |
| 2001 | | Balmain, Chanel, Christian Dior, Christian Lacroix, Emanuel Ungaro, Givenchy, Jean Louis Scherrer, Jean-Paul Gaultier, Philip Treacy, Valentino 1, Versace 1( 2), Yves Saint Laurent |
| 2002 | Balmain, Chanel, Christian Dior, Christian Lacroix, Emanuel Ungaro, Givenchy, Jean Louis Scherrer, Jean-Paul Gaultier, Valentino, Versace, Yves Saint Laurent | Anne Valerie Hash, Balmain, Chanel, Christian Dior, Christian Lacroix, Emanuel Ungaro, Franck Sorbier, Givenchy, Jean Louis Scherrer, Jean-Paul Gaultier, Valentino 1 |
| 2003 | Anne Valerie Hash, Balmain, Chanel, Christian Dior, Christian Lacroix, Emanuel Ungaro, Franck Sorbier, Givenchy, Jean Louis Scherrer, Jean-Paul Gaultier, Philip Treacy, Torrente, Valentino 1 | Adeline André 2, Anne Valérie Hash 2, Carven 2, Chanel, Christian Dior, Christian Lacroix, Dominique Sirop, Elie Saab 2, Emanuel Ungaro, Eymeric François 2, Franck Sorbier 2, Fred Sathal 2, Givenchy, Grimaldi Giardina 2, Hanae Mori, Jean-Louis Scherrer, Jean-Paul Gaultier, Ji Haye 2, Libertin Louison 2, Nicolas Le Cauchois 2, Ralph Rucci 2, Torrente, Valentino 1, Versace 1( 2) |
| 2004 | Adeline André 2, Chanel, Christian Dior, Christian Lacroix, Dominique Sirop, Dupresantabarbara 2, Elie Saab 2, Emanuel Ungaro, Franck Sorbier 2, Givenchy, Grimaldi Giardina 2, Hanae Mori, Jean-Louis Scherrer, Jean-Paul Gaultier, Ji Haye 2, Maurizio Galante 2, Ralph Rucci 2, Torrente, Valentino 1, Versace 1( 2) | Balmain, Adeline André 2, Chanel, Christian Dior, Christian Lacroix, Dominique Sirop, Dupresantabarbara 2, Elie Saab 2, Emanuel Ungaro, Franck Sorbier 2, Givenchy, Grimaldi Giardina 2, Hanae Mori, Jean-Louis Scherrer, Jean-Paul Gaultier, Ji Haye 2, Maurizio Galante 2, On aura tout vu 2, Ralph Rucci 2, Stéphanie Coudert 2, Torrente, Valentino 1, Versace 1 |
| 2005 | Adeline André, Armani Privé 1, Chanel, Christian Dior, Christian Lacroix, Dominique Sirop, Emanuel Ungaro, Elie Saab 2, Franck Sorbier, Givenchy, Jean Louis Scherrer, Jean-Paul Gaultier, Laurent Mercier 2, Marc Le Bihan 2, Maurizio Galante 2, On aura tout vu 2, Ralph Rucci 2, Stephane Saunier 2, Valentino 1, Versace 1 | Adam Jones 2, Anne Valérie Hash 2, Adeline André, Armani Privé 1, Chanel, Christian Dior, Christian Lacroix, Dominique Sirop, Emanuel Ungaro, Elie Saab 2, Felipe Oliveira Baptista 2, Franck Sorbier, Givenchy, Jean Louis Scherrer, Jean-Paul Gaultier, Laurent Mercier 2, Marc Le Bihan 2, On aura tout vu 2, Valentino 1, Versace 1 |
| 2006 | Adeline André, Anne Valérie Hash 2, Armani Privé 1, Chanel, Christian Dior, Christian Lacroix, Christophe Josse 2, Dominique Sirop, Elie Saab 2, Emanuel Ungaro, Felipe Oliveira Baptista 2, Franck Sorbier, Givenchy, Jean-Paul Gaultier, Jean-Louis Scherrer, Maurizio Galante 2, On aura tout vu 2, Valentino 1 | Adeline André, Anne Valerie Hash 2, Armani Privé 1, Carven 2, Chanel, Christian Dior, Christian Lacroix, Dominique Sirop, Elie Saab 1, Emanuel Ungaro, Eymeric François 2, Felipe Oliveira Baptista 2, Franck Sorbier, Givenchy, Jean Louis Scherrer, Jean-Paul Gaultier, Maison Martin Margiela 2, On aura tout vu 2, Valentino 1 |
| 2007 | Adam Jones 2, Adeline André, Anne Valerie Hash 2, Armani Privé 1, Boudicca 2, Carven 2, Chanel, Christian Dior, Christian Lacroix, Christophe Josse 2, Dominique Sirop, Elie Saab 1, Emanuel Ungaro, Eymeric François 2, Felipe Oliveira Baptista 2, Franck Sorbier, Gérard Watelet 2, Givenchy, Gustavo Lins 2, Jean Louis Scherrer, Jean-Paul Gaultier, Lefranc.Ferrant 2, Maison Martin Margiela 2, Marc Le Bihan 2, Maurizio Galante 2, Nicolas Le Cauchois 2, On aura tout vu 2, Richard René 2, Valentino 1 | Adam Jones 2, Adeline André, Anne Valerie Hash 2, Armani Privé 1, Boudicca 2, Carven 2, Cathy Pill 2, Chanel, Christian Dior, Christian Lacroix, Christophe Josse 2, Dominique Sirop, Elie Saab 1, Emanuel Ungaro, Eymeric François 2, Felipe Oliveira Baptista 2, Franck Sorbier, Gérard Watelet 2, Givenchy, Gustavo Lins 2, Jean-Paul Gaultier, Jean Louis Scherrer, Lefranc.Ferrant 2, Maison Martin Margiela 1, Marc Le Bihan 2, Maurizio Galante 2, Nicolas Le Cauchois 2, On aura tout vu 2, Richard René 2, Udo Eling 2, Valentino 1 |
| 2008 | Adam Jones 2, Adeline André, Alexis Mabille 2, Anne Valérie Hash, Armani Privé 1, Boudicca 2, Cathy Pill 2, Chanel, Christian Dior, Christian Lacroix, Christophe Josse 2, Dominique Sirop, Elie Saab 1, Emanuel Ungaro, Eymeric François 2, Felipe Oliveira Baptista 2, Franck Sorbier, Gérard Watelet 2, Givenchy, Gustavo Lins 2, Jean-Paul Gaultier, Jean-Paul Knott 2, Josep Font 2, Lefranc.Ferrant 2, Maison Martin Margiela 1, Marc Le Bihan 2, Maurizio Galante, Nicolas Le Cauchois 2, On aura tout vu 2, Richard René 2, Stéphane Rolland 2, Udo Eling 2, Valentino 1                                                                                                   | Adam Jones 2, Adeline André, Alexis Mabille 2, Anne Valérie Hash, Armani Privé 1, Boudicca 2, Cathy Pill 2, Chanel, Christian Dior, Christian Lacroix, Christophe Josse 2, Dominique Sirop, Elie Saab 1, Emanuel Ungaro, Felipe Oliveira Baptista 2, Franck Sorbier, Givenchy, Jean-Paul Gaultier, Jean-Paul Knott 2, Josep Font 2, Lefranc.Ferrant 2, Maison Martin Margiela 1, Marc Le Bihan 2, Maurizio Galante, Richard René 2, Stéphane Rolland 2, Udo Eling 2, Valentino 1, Wuyong 2 |
| 2009 | Adam Jones 2, Adeline André, Alexis Mabille 2, Anne Valérie Hash, Armani Privé 1, Boudicca 2, Cathy Pill 2, Chanel, Christian Dior, Christian Lacroix, Christophe Josse 2, Dominique Sirop, Elie Saab 1, Felipe Oliveira Baptista 2, Franck Sorbier, Givenchy, Gustavo Lins 2, Jean-Paul Gaultier, Jean-Paul Knott 2, Josep Font 2, Lefranc.Ferrant 2, Maison Martin Margiela 1, Marc Le Bihan 2, Maurizio Galante, Richard René 2, Stéphane Rolland, Udo Eling 2, Valentino 1. Neue Kategorie Mode et accessoires: On aura tout vu | Adam Jones 2, Adeline André, Alexandre Matthieu 2, Alexis Mabille 2, Anne Valérie Hash, Armani Privé 1, Boudicca 2, Cathy Pill 2, Chanel, Christian Dior, Christian Lacroix, Christophe Josse 2, Dominique Sirop, Elie Saab 1, Felipe Oliveira Baptista 2, Franck Sorbier, Givenchy, Gustavo Lins 2, Jean-Paul Gaultier, Josep Font 2, Lefranc-Ferrant 2,Maison Martin Margiela 1, Maison Rabih Kayrouz 2, Marc Le Bihan 2, Maurizio Galante, Richard René 2, Stéphane Rolland, Udo Eling 2, Valentino 1. Mode et accessoires: Loulou de la Falaise, Maison Michel, Massaro, On aura tout vu |
| 2010 | Adam Jones 2, Adeline André, Alexandre Matthieu 2, Alexis Mabille 2, Anne Valérie Hash, Armani Privé 1, Chanel, Christian Dior, Christian Lacroix, Christophe Josse 2, Dominique Sirop, Elie Saab 1, Felipe Oliveira Baptista 2, Franck Sorbier, Givenchy, Gustavo Lins 2, Jean-Paul Gaultier, Josep Font 2, Josephus Thimister 2, Lefranc-Ferrant 2, Maison Martin Margiela 1, Maison Rabih Kayrouz 2, Marc Le Bihan 2, Maurizio Galante, Stéphane Rolland, Valentino 1. Mode et accessoires: Loulou de la Falaise, Maison Michel, Massaro, On aura tout vu. Neue Kategorie Haute Joaillerie: Boucheron, Cartier, Chanel, Chaumet, Dior, Mellerio dits Meller, Van Cleef & Arpels | Adam Jones 2, Adeline André, Alexis Mabille 2, Anne Valérie Hash, Armani Privé 1, Bouchra Jarrar 2, Chanel, Christian Dior, Christophe Josse 2, Dominique Sirop, Elie Saab 1, Franck Sorbier, Givenchy, Gustavo Lins 2, Jean-Paul Gaultier, Josephus Thimister 2, Lefranc-Ferrant 2, Maison Martin Margiela 1, Maison Rabih Kayrouz 2, Maurizio Galante, Stéphane Rolland, Valentino 1. Mode et accessoires: Loulou de la Falaise, Maison Michel, Massaro, On aura tout vu. Haute Joaillerie: Boucheron, Chanel, Chaumet, Dior, Mellerio dits Meller, Van Cleef & Arpels |
| 2011 | Adeline André, Alexandre Vauthier 2, Alexis Mabille 2, Anne Valérie Hash, Armani Privé 1, Bouchra Jarrar 2, Chanel, Christian Dior, Christophe Josse, Elie Saab 1, Franck Sorbier, Givenchy, Gustavo Lins, Jean-Paul Gaultier, Josephus Thimister 2, Julien Fournié 2, Lefranc-Ferrant 2, Maison Martin Margiela 1, Maison Rabih Kayrouz 2, Maurizio Galante, Maxime Simoens 2, Stéphane Rolland, Valentino 1. Mode et accessoires: Loulou de la Falaise, Maison Michel, Massaro, On aura tout vu. Haute Joaillerie: Boucheron, Chanel, Chaumet, Dior, Mellerio dits Meller, Van Cleef & Arpels                                                                                    | Adeline André, Alexandre Vauthier 2, Alexis Mabille 2, Anne Valérie Hash, Armani Privé 1, Azzedine Alaïa 1, Bouchra Jarrar 2, Chanel, Christian Dior, Christophe Josse, Elie Saab 1, Franck Sorbier, Giambattista Valli 2, Givenchy, Gustavo Lins, Iris van Herpen 2, Jean-Paul Gaultier, Julien Fournié 2, Maison Martin Margiela 1, Maison Rabih Kayrouz 2, Maxime Simoens 2, Stéphane Rolland, Valentino 1. Mode et accessoires: Loulou de la Falaise, Maison Michel, Massaro, On aura tout vu. Haute Joaillerie: Boucheron, Chanel, Chaumet, Dior, Mellerio, Van Cleef & Arpels |
| 2017 | Chanel, Alexis Mabille, Julien Fournié, Alexandre Vauthier, Stéphane Rolland, Maison Margiela, Franck Sorbier, Jean Paul Gaultier, Givenchy Korrespondierende Mitglieder: Atelier Versace, Giorgio Armani privé, Viktor & Rolf, Valentino Eingeladene Mitglieder: Maison Rabih Kayrouz, Iris van Herpen, Georges Hobeika, Francesco Scognamiglio, Ralph & Russo, Yuima Nakazato, Vetements, Zuhair Murad, Ulyana Sergeenko, Guo Pei, Xuan, Antonio Grimaldi, Hyun Mi Nielsen, Galia Lahav | |
| 2021 | | Alexandre Vauthier, Alexis Mabille, Bouchra Jarrar, Chanel, Christian Dior, Franck Sorbier, Giambattista Valli, Givenchy, Jean Paul Gaultier, Julien Fournié, Maison Margiela, Maison Rabih Kayrouz, Maurizio Galante, Schiaparelli, Stéphane Rolland Korrespondierende Mitglieder: Alaïa, Atelier Versace, Elie Saab, Fendi Couture, Giorgio Armani Privé, Iris van Herpen, Valentino, Viktor & Rolf Eingeladene Mitglieder: Adeline André, Aelis, Aganovich, AZ Factory, Azzaro Couture, Charles de Vilmorin, Christophe Josse, Georges Hobeika, Imane Ayissi, Julie de Libran, Rahul Mishra, RVDK Ronald van der Kemp, S.R. Studio. LA. CA., Ulyana Sergeenko, Yuima Nakazato, Zuhair Murad Haute Joaillerie: Anna Hu, Boucheron, Bulgari, Chaumet, Chopard, De Beers, Dior Joaillerie, Louis Vuitton Joaillerie, Mikimoto |

## Dokumentation
- Was ist Haute Couture? Regie: Loïc Prigent, ARTE/RTBF, Frankreich, 61 Minuten, 2016